# Агава, Хироюки
Хироюки Агава (яп. 阿川 弘之 Агава Хироюки, 24 декабря 1920 года — 3 августа 2015 года) — японский писатель и литературный критик, представитель литературной группы «Третьи новые». На фоне других «третьих новых» Агава, сохраняя присущую им автобиографичность (сильное влияние на него оказал Сига Наоя), выделяется явной политизированностью сочинений, центральностью для творчества военной темы и смещением акцента с событий повседневных на исторические.
Основные сочинения: «Весенний замок» (春の城, 1953, премия «Ёмиури»), биография «Сига Наоя» (志賀直哉, 1994, премия Номы и премия Майнити), посвящённая японским военным деятелям биографическая трилогия «Ямамото Исороку» (山本五十六, 1965, пер. на рус. как «Адмирал Ямамото», премия Синтёся), «Ёнай Мицумаса» (米内光政, 1978), «Иноуэ Сигэёси» (井上成美, 1986). 

## Биография
Родился в Хиросиме в семье предпринимателя. Окончил филологический факультет Токийского университета, отделение японской литературы (дипломная работа — «Сига Наоя»). В 1943 году был призван в армию. Начал службу в звании младшего лейтенанта в морском флоте. Непосредственного участия в боевых действиях не принимал: благодаря знанию китайского языка, был задействован в разведке в качестве переводчика секретной информации. Окончание войны встретил в Китае в провинции Хубэй, куда был переведён после присвоения ему звания старшего лейтенанта в 1944 году. После демобилизации в марте 1946 года отправился домой в Хиросиму, где был шокирован последствиями атомной бомбардировки родного города.
Как писатель дебютировал в 1946 году с сисёцу «Год за годом» (年年歳歳), где описал свою встречу с пережившей бомбардировку семьёй в разрушенной Хиросиме. Впоследствии неоднократно возвращался к теме Хиросимы. Известен созданный в те же годы рассказ «6-е августа» (八月六日, 1947), написанный по мотивам документальных свидетельств хибакуся. После того, как дебютный «Год за годом» был положительно оценён корифеем жанра Сига Наоя, Агава стал его учеником.
Первым значительным произведением Агавы считается роман «Весенний замок» (1952), который автор задумывал как безыскусный и правдивый реквием по своим друзьям, служившим вместе с ним на флоте и погибшим во время войны. Произведение было удостоено премии «Ёмиури» и способствовало признанию автора. За «Весенним замком» последовала документальная повесть «Дьявольское наследство» (魔の遺産, 1954), где от лица молодого токийского журналиста описывается бомбардировка Хиросимы и её последствия: сюжет построен вокруг расследования журналистом обстоятельств смерти его хиросимского племянника и реакции хибакуся на деятельность созданной американцами Комиссии по изучению болезней, вызванных последствиями атомной бомбардировки. Произведение было переведено на английский (в 1957) и китайский языки. В дальнейших работах Агава продолжал зачастую в автобиографическом ключе (см. «Бурное море», 暗い波濤, 1974) развивать военную тему.
Как литературный критик известен трудами о своём учителе, писателе Сига Наоя. Среди других наиболее ценимых Агавой писателей — Масудзи Ибусэ. Широко известны публичные дебаты и взаимное неприятие работ друг друга Агавы и Кэндзабуро Оэ.

## Издания на русском языке
- Адмирал Ямамото. — М.: Центрполиграф, 2003. — 432 с. — ISBN 5-9524-0195-3.